# キレーション療法
キレーション療法（キレーションりょうほう、Chelation therapy）とは、キレート剤を投与して重金属を体外に排出する医療行為である。臨床毒性学において長い歴史を持ち、現在も一部の特殊な医療行為に用いられている。キレート剤を使用すると、金属と結合していない状態で脳や他の部位に水銀や他の金属が移動し、既存の障害を悪化させるなど、様々な固有のリスクがあるため、非常に慎重な医学的管理下で実施される。
キレーション療法は、死亡を含む多くの副作用の可能性があるため、慎重に実施する必要がある。代替医療として、また従来の医療では使用すべきでない状況でのキレーション療法の利用が増加していることを受け、様々な保健機関は、重金属中毒の治療以外でのキレーション療法の有効性は医学的根拠がないことを確認した。市販のキレーション製品は、米国では販売が許可されていない。
自閉症はキレーション療法が有効であると誤って宣伝されている疾患の一つであり、施術者は金属中毒の診断を偽って親を騙し、子供に危険な施術を受けさせる。アメリカ疾病予防管理センター（CDC）によると、2005年にキレーション治療で2人の子供が死亡したが、そのうち1人は自閉症だった。自閉症の治療にキレーション療法を支持する信頼できる科学的研究はない。英国国立医療技術評価機構（NICE）は自閉症のキレーション療法を禁じている。